# 蕭蘧
蕭蘧（9世纪—938年），唐朝、五代十国官员，出自兰陵萧氏，萧复的曾孙，萧寘的儿子，萧遘之弟。
萧蘧在唐末为永乐县（今山西省芮城县西南永乐镇）县令，光啟二年（886年），其兄蕭遘反对静难节度使朱玫、襄王李煴谋反，没有跟随唐僖宗、田令孜出奔寶雞，蕭遘前往永樂縣依附蕭蘧。光啟三年（887年），僖宗还宫，蕭遘被孔纬誣陷，在永樂县被赐死。萧蘧后来升任主客郎中。天祐二年（905年）十二月，唐昭宣帝将相国魏王朱温曾祖赠太傅朱茂琳追封魏王，谥宣宪；祖父赠太师朱信追封魏王，谥武元；父亲赠尚书令朱诚追封魏王，谥文明。右常侍王钜、太常卿張廷範、给事中崔沂、工部尚书李克助、祠部郎中知制诰张茂枢、膳部员外知制诰杜晓、吏部郎中李光嗣、驾部郎中赵光胤、户部郎中崔协、比部郎中杨焕、左常侍孔拯、右谏议萧颀、左拾遗裴瑑、右拾遗高济、职方郎中牛希逸和主客郎中萧蘧等，随册礼使柳璨魏国行事。蕭蘧历仕后梁、后唐、后晋，后唐长兴三年（932年）四月甲子，以太子宾客萧蘧为户部尚书致仕。后晋天福三年（938年）六月庚寅，户部尚书致仕萧蘧卒，赠右仆射。